# Calliodes pretiosissima
Calliodes pretiosissima là một loài bướm đêm trong họ Noctuidae.